# Белое арийское сопротивление (Швеция)
Белое арийское сопротивление (швед. Vitt Ariskt Motstånd, VAM) — шведская национал-социалистическая организация, действовавшая с 1991 по 1993 год. Название является калькой с названия американской White Aryan Resistance (WAR).
Организация сформировалась из людей, активных в среде шведского филиала движения «Рок против коммунизма». Являлась крупнейшей группой шведского неонацистского террористического движения.
Лидерами организации были Кристофер Карлссон и Клас Лунд (основатель Шведского движения сопротивления). 
БАС также вдохновило нескольких молодых людей из Карлскруны на создание национал-социалистической партии — Национал-социалистический фронт (НСФ).